# Sturm auf den Reichstag
Sturm auf den Reichstag bezeichnet einen Vorfall in Berlin am 29. August 2020. Während einer Demonstration unter Beteiligung von Verschwörungsideologen, Reichsbürgern und Rechtsextremen unternahmen etwa 400 Personen den Versuch, das Reichstagsgebäude in Berlin zu stürmen. Absperrungen wurden überwunden, jedoch endete der Versuch aufgrund der Standhaftigkeit der anwesenden Sicherheitskräfte. Später traf Verstärkung ein und konnte die Demonstranten vom Gebäude entfernen.

## Kontext
Der Vorfall ereignete sich im Rahmen von Protesten gegen Corona-Maßnahmen, die von der Querdenken-Szene organisiert wurden. Diese Proteste wurden von bis zu 40.000 Menschen besucht.
Angeführt wurden die Proteste von Rüdiger Hoffmann, einem ehemaligen NPD-Funktionär, der die Erstürmung des Deutschen Bundestags als Akt des „Widerstands gegen Unterdrückung“ propagierte. Hoffmann und andere Redner schürten mit heftiger Rhetorik („Kommt auf diesen Platz, sonst sind wir tot!“) und Gerüchten, US-Präsident Donald Trump sei anwesend, um sie zu unterstützen, die Stimmung der Menge an. Der Protest eskalierte bis zu dem Versuch eines Sturms. Sechs anwesende Polizisten der Bundestagspolizei konnten jedoch das Eindringen in das Gebäude verhindern.

## Rezeption
Der Spiegel beschreibt Dutzende hinaufstürmende Personen, die mit Pfefferspray vertrieben werden mussten. Vizekanzler Olaf Scholz (SPD) wird zitiert: „Nazisymbole, Reichsbürger- & Kaiserreichflaggen haben vor dem Deutschen Bundestag rein gar nichts verloren.“ Innenminister Horst Seehofer (CSU): „Die Versammlungsfreiheit hat aber dort ihre Grenzen, wo staatliche Regeln mit Füßen getreten werden [...] Dass Chaoten und Extremisten [das Reichstagsgebäude] für ihre Zwecke missbrauchen, ist unerträglich. [...] Der Staat muss gegenüber solchen Leuten mit null Toleranz und konsequenter Härte durchgreifen.“ SPD-Generalsekretär Lars Klingbeil erklärte, wenn er sehe, dass dort Reichsbürger und Nazis mit anderen Demonstranten versuchten, in das Gebäude zu kommen, „dann macht mich das wütend, das macht mich fassungslos“.
RBB24 berichtete, 300–400 Demonstranten hätten sich vor dem verglasten Eingang aufgebaut, bevor sie sich wieder zurückdrängen ließen. Die CDU-Vorsitzende und Verteidigungsministerin Annegret Kramp-Karrenbauer wird als „wütend“ zitiert, und Berlins Regierender Bürgermeister Michael Müller (SPD) nannte dies „Sturm auf Berlin“.
Bundespräsident Frank-Walter Steinmeier (SPD) wird zitiert, Reichsflaggen und Reichskriegsflaggen im Herzen der Demokratie seien „verabscheuungswürdig und unerträglich“. Die Zeitschrift Cicero kommentierte dies und andere Reaktionen als „Asymmetrie“ und stellte die Aktion als harmlos dar; die Demonstranten seien von der Heilpraktikerin Tamara K. aufgefordert worden, sich auf die Stufen zu setzen und hätten diese nach Aufforderung durch die Polizei wieder geräumt. Die gestürmten Barrikaden und Treppen werden nicht erwähnt.
Marcel Fürstenau (Deutsche Welle) verglich, mit einem zeitlichen Abstand, die Aktion von einigen hundert Personen mit dem Schlussverkauf; jeder habe versucht, als Erster oben zu sein und seinen Protest zu zeigen. Fürstenau schließt mit einem kritischen Blick auf die Berichterstattung.
Im August 2023 berichtete Der Tagesspiegel über die Strafverfolgung nach den Ereignissen. In 364 Ermittlungsverfahren hätten 89 Beteiligte ermittelt werden können, sechs Personen seien zu Geldstrafen um 2.000 Euro verurteilt worden.
Aufgrund der Ereignisse wurde das Schutzkonzept für den Bundestag überarbeitet und mit dem Bau eines Aha-Grabens ab 2025 begonnen.
Wenige Monate später ereignete sich in den Vereinigten Staaten der ähnlich gelagerte Sturm auf das Kapitol in Washington.